# Manuel Vidal y Salvador
Manuel Vidal y Salvador (Torreblanca, ?-Madrid, 20 de noviembre de 1698) fue un dramaturgo valenciano perteneciente al barroco tardío, contemporáneo de Alejandro Arboreda y Bances Candamo. Su obra dramática es de tema religioso, histórico y mitológico. Cosechó sus mejores triunfos en la Corte madrileña entre 1686 y 1689, año de la muerte de María Luisa de Orleans, primera esposa de Carlos II. Se benefició del mecenazgo de la reina y a la muerte de ésta perdió el favor en la Corte. Entre sus cargos destaca el de traductor en la Secretaría de Estado

## Obra dramática
- La Alameda de Valencia y confusión de un paseo.
- Amor es esclavitud.
- Amor, firmeza y corona.
- La Colonia de Diana.
- Contra el encanto el escudo (Auto sacramental).
- Disimular es vencer.
- Los elementos de amor, voz, cristal, luz y color.
- Música enseña el amor (Auto sacramental).
- Paces de Ingenio y Belleza.
- El sol robado de un ciego y el panal en el león.
- La toma de Buda por el duque de Lorena.

## Ediciones modernas
- 1975 Manuel Vidal y Salvador, El sol robado de un ciego y el panal en el león, Castellón, Sociedad Castellonense de Cultura; edición de Eduardo Betoret París.
- 1991 Manuel Vidal y Salvador: La colonia de Diana. Edition Reichenberger, Kassel. Edición de Pasqual Mas y Javier Vellón.